# مزروفة آيت حمو إيدير (مقام الطلبة)
مزروفة آيت حمو إيدير هي إحدى مشيخات المملكة المغربية، تتبع جغرافيا لإقليم الخميسات وإداريًا لمقام الطلبة. يقدر عدد سكانها بـ 4977 نسمة حسب الإحصاء الرسمي للسكان والسكنى لسنة 2004.